# Червоный Брод
Червоный Брод (укр. Червоний Брід) — посёлок в Катеринопольском районе Черкасской области Украины.
Население по переписи 2001 года составляло 20 человек. Почтовый индекс — 20544. Телефонный код — 4742.

## Местный совет
20544, Черкасская обл., Катеринопольский р-н, c. Елизаветка